# Paul Bert
Paul Bert, född 17 oktober 1833 i Auxerre, departementet Yonne, död den 11 november 1886 i Hanoi (begraven i sin födelsestad), var en fransk fysiolog och politiker.
Bert studerade ursprungligen juridik, därefter medicin och naturvetenskap. Han blev licencié en droit 1857, medicine doktor 1863 och filosofie doktor (docteur ès sciences naturelles) 1865. År 1867 utnämndes han till professor vid fakulteten i Bordeaux och 1869 till professor i fysiologi vid Paris universitet.  Efter septemberrevolutionen 1870 blev han generalsekreterare vid prefekturen i Yonne och var en del av 1871 prefekt i departementet Nord, nämligen så länge Gambetta, vilkens politik han följde, innehade makten. År 1874 ledamot av nationalförsamlingen, slöt han sig till partigruppen Union républicaine och uppträdde i församlingen särskilt i undervisningsfrågor, yrkande på lekmannalärare, obligatorisk skolgång och kostnadsfri undervisning. I Gambettas "stora ministär" (14 november 1881–26 januari 1882) fick han helt naturligt plats som undervisningsminister. Därefter uppträdde han i deputeradekammaren som en ivrig förfäktare av demokratiska och antiklerikala åsikter. Hans förslag till en sådan organisation av de allmänna läroverken, att undervisningen överlämnades endast åt lekmän, antogs 1884 av kammaren. Däremot vann han inte framgång åt sin motion 1885 om försäljning av de staten tillhöriga biskopsgårdarna och andra statens byggnader, som inrymde prästseminarier och andliga ordnar. År 1886 utnämndes Bert till generalresident i Tonkin och Annam. Sedan 1879 var han ledamot av Franska institutet. Även om hans tid var i så väsentlig grad upptagen av allmänna värv, fann Bert dock tillfälle att utöva en omfångsrik och betydelsefull vetenskaplig verksamhet. Han var den förste, som formulerade satsen, att en gas inverkan på levande organismer beror endast på gasens partialtryck. Bland hans skrifter märks, utom ett stort antal smärre uppsatser, De la greffe animale (1863, dissertation), Leçons sur la physiologie comparée de la respiration (1870) och La pression barometrique (1878; prisbelönt av Institutet). Även som populärvetenskaplig författare var Bert verksam och skrev bland annat Leçons de zoologie (1880; översatt till svenska av Robert Tigerstedt under titeln "Lifvet. Lifsföreteelserna hos menniskan och de högre djuren", 1881–1882). En samling av Berts politiska tal, Discours parlementaires 1872–1881, utgavs 1882.